# 名古屋陶磁器会館
名古屋陶磁器会館（なごやとうじきかいかん）は、愛知県名古屋市東区徳川一丁目にある建築物。名古屋を代表する表現主義建築である。景観重要建造物、登録有形文化財。

## 歴史

### 開館と増築
1932年（昭和7年）11月20日、名古屋陶磁器貿易商工同業組合の事務所として完成した。設計は名古屋高等工業学校教授の鷹栖一英（たかのすいちえい）、実施設計と監理は丹羽英二であり、志水建築業務店が施工した。
1946年（昭和21年）には3階部分を増築した。1949年（昭和24年）9月には一般財団法人名古屋陶磁器会館が設立され、名古屋陶磁器貿易商工同業組合から管理・運営を引き継いだ。
『新築紀念絵葉書』（1932年）
- 2階建の外観
- 大ホール
- 応接室

### 現在
2008年（平成20年）3月28日には名古屋市の景観重要建造物等指定物件に指定され、同年10月23日には国の登録有形文化財に登録された。
2014年（平成26年）10月には愛知登文会によって、愛知県内の37件の登録有形文化財の特別公開（後のあいたて博）が初めて行われたが、この際には名古屋陶磁器会館も公開の対象となった。

## 建築

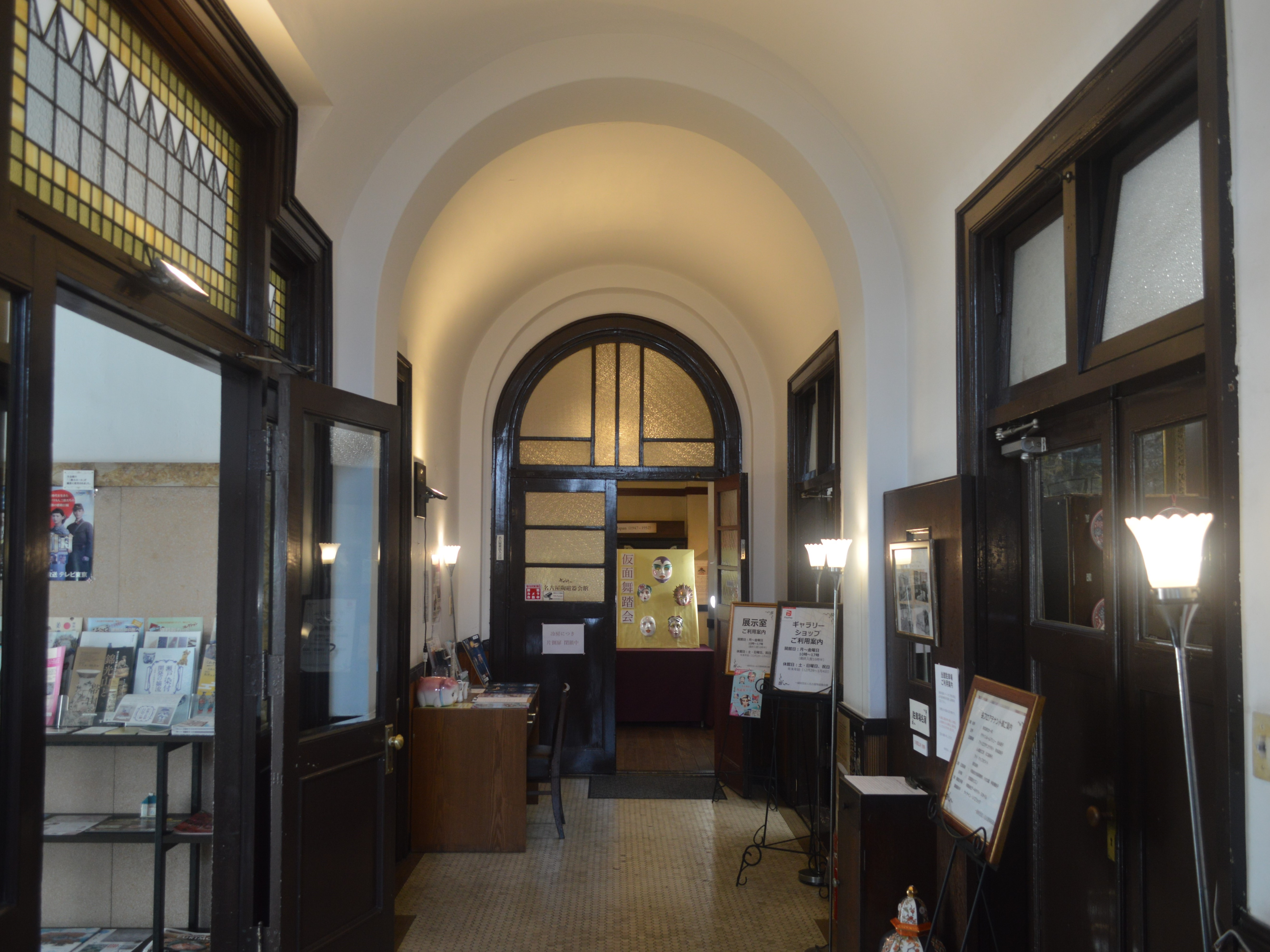
1階廊下

建物の外壁四面は施釉スクラッチタイル貼りで、室内には床に伊奈製陶製のモザイクタイルを使用している。アール・デコ調のレリーフのある天井や建具などが残っている。

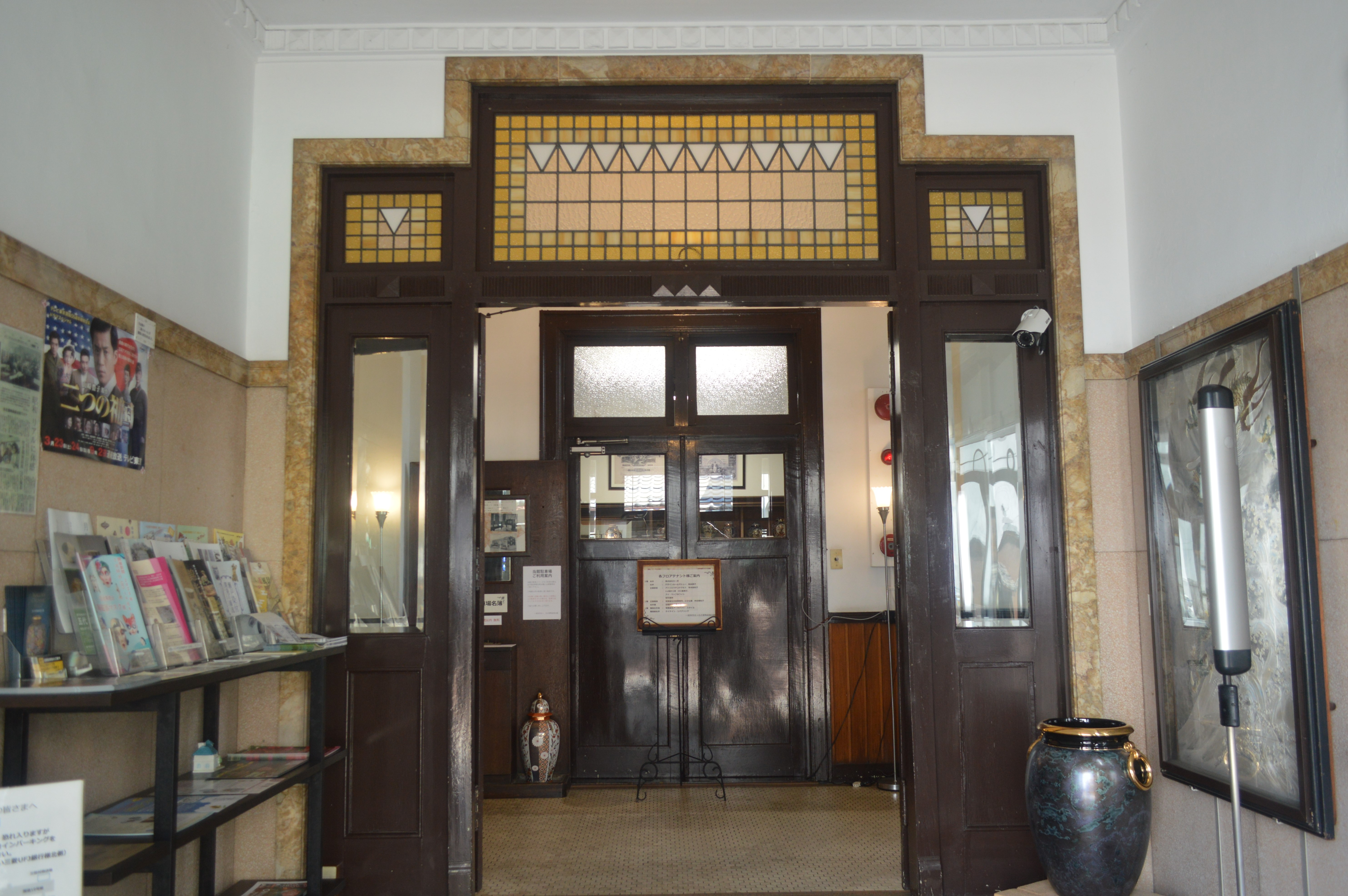
玄関
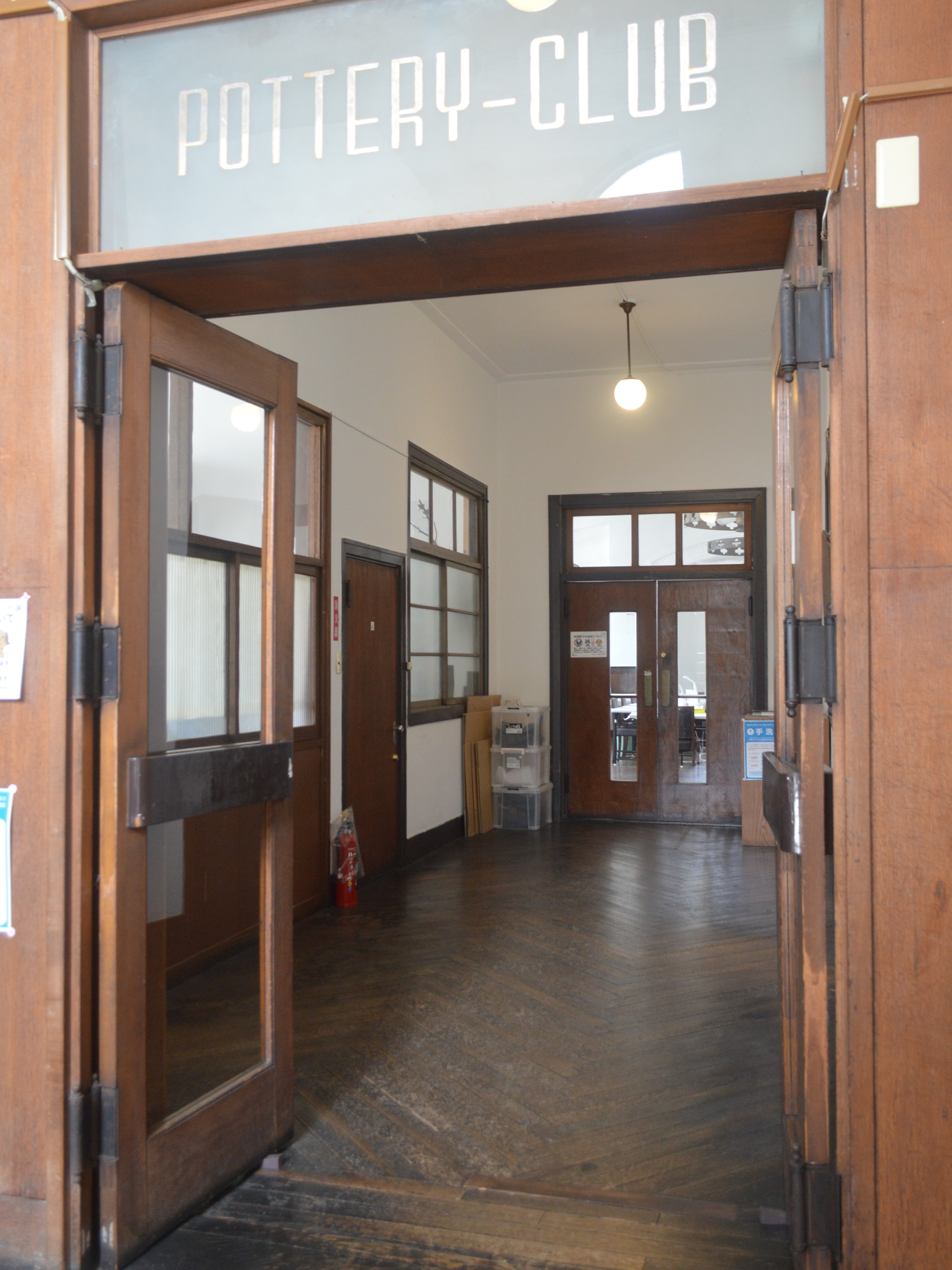
2階
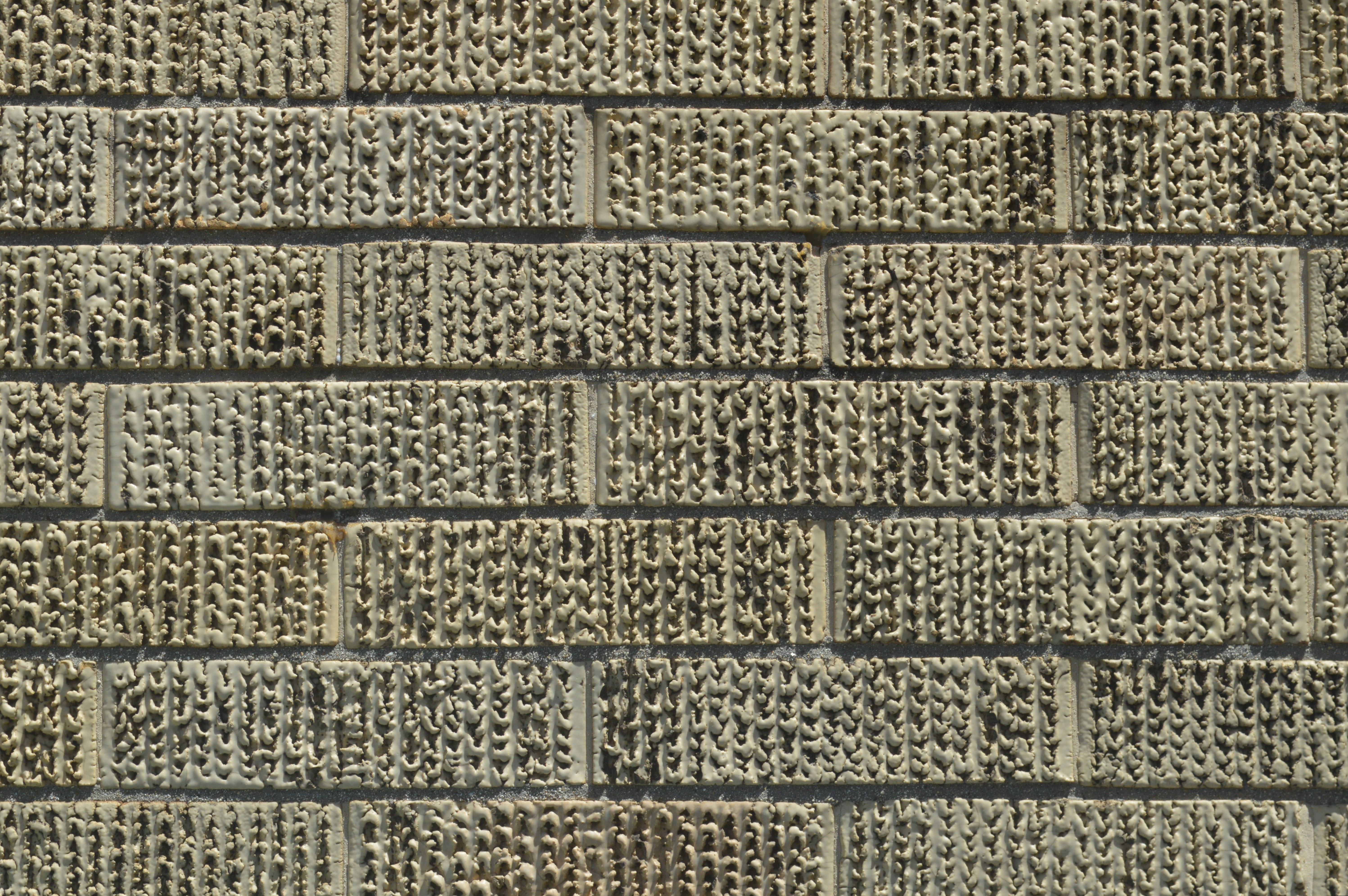
外壁のスクラッチタイル
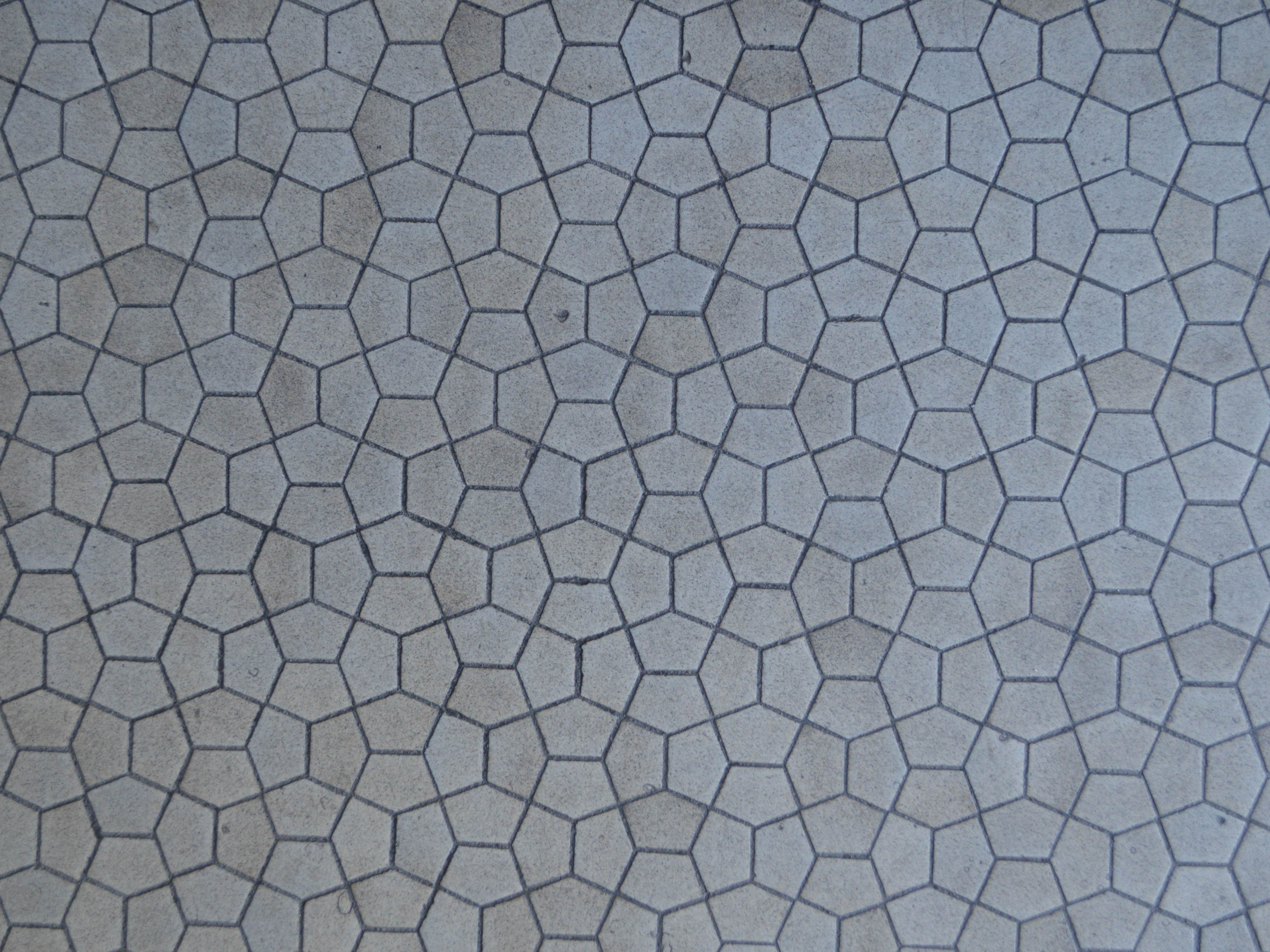
床面のモザイクタイル

## 施設

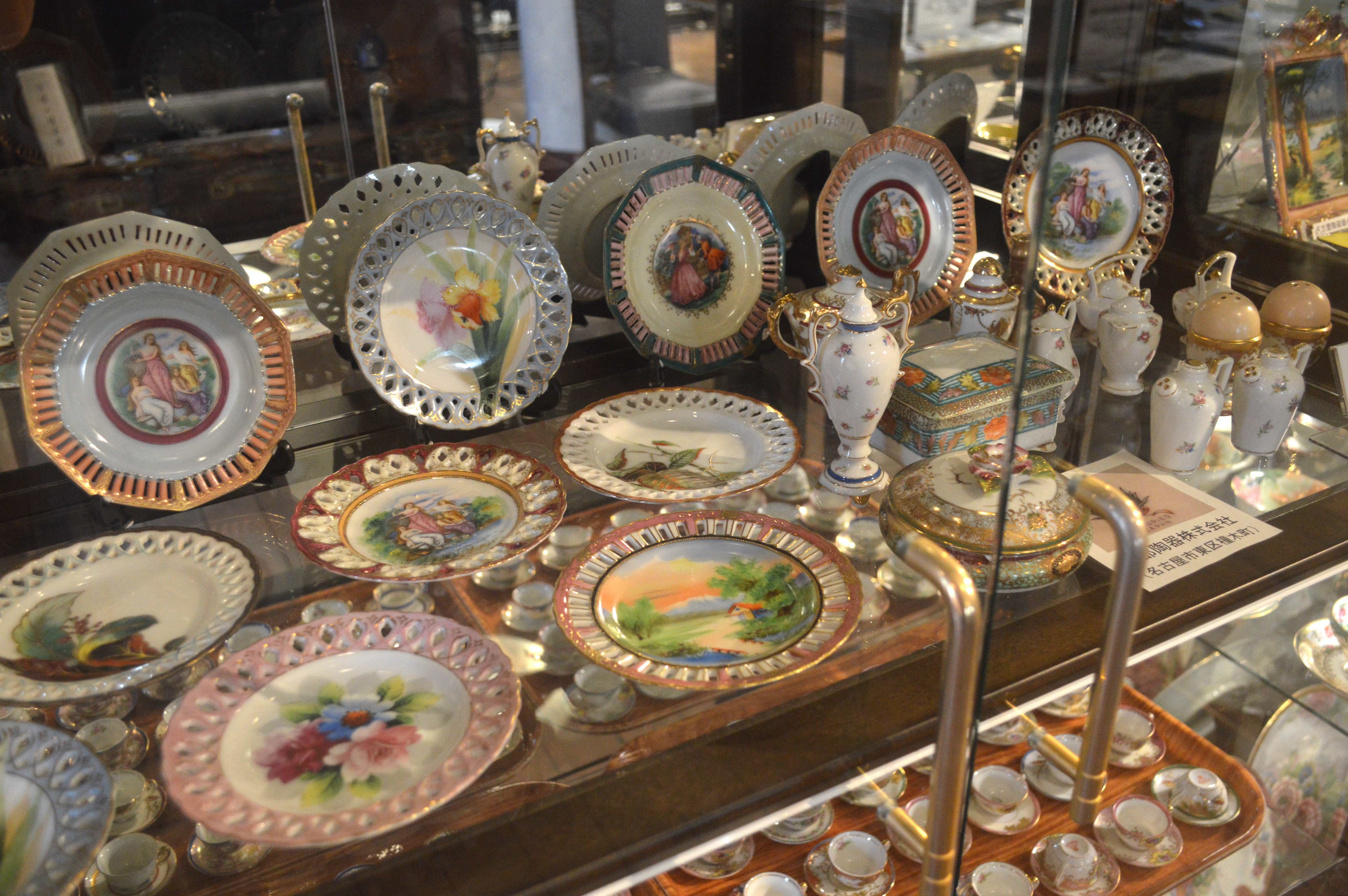
常設展示

現在は、1階部分がかつて輸出用に製造されていた陶磁器を展示紹介をするギャラリーとして使用されるほか、絵付け教室なども行われている。2階・3階には別のテナントが入っている。

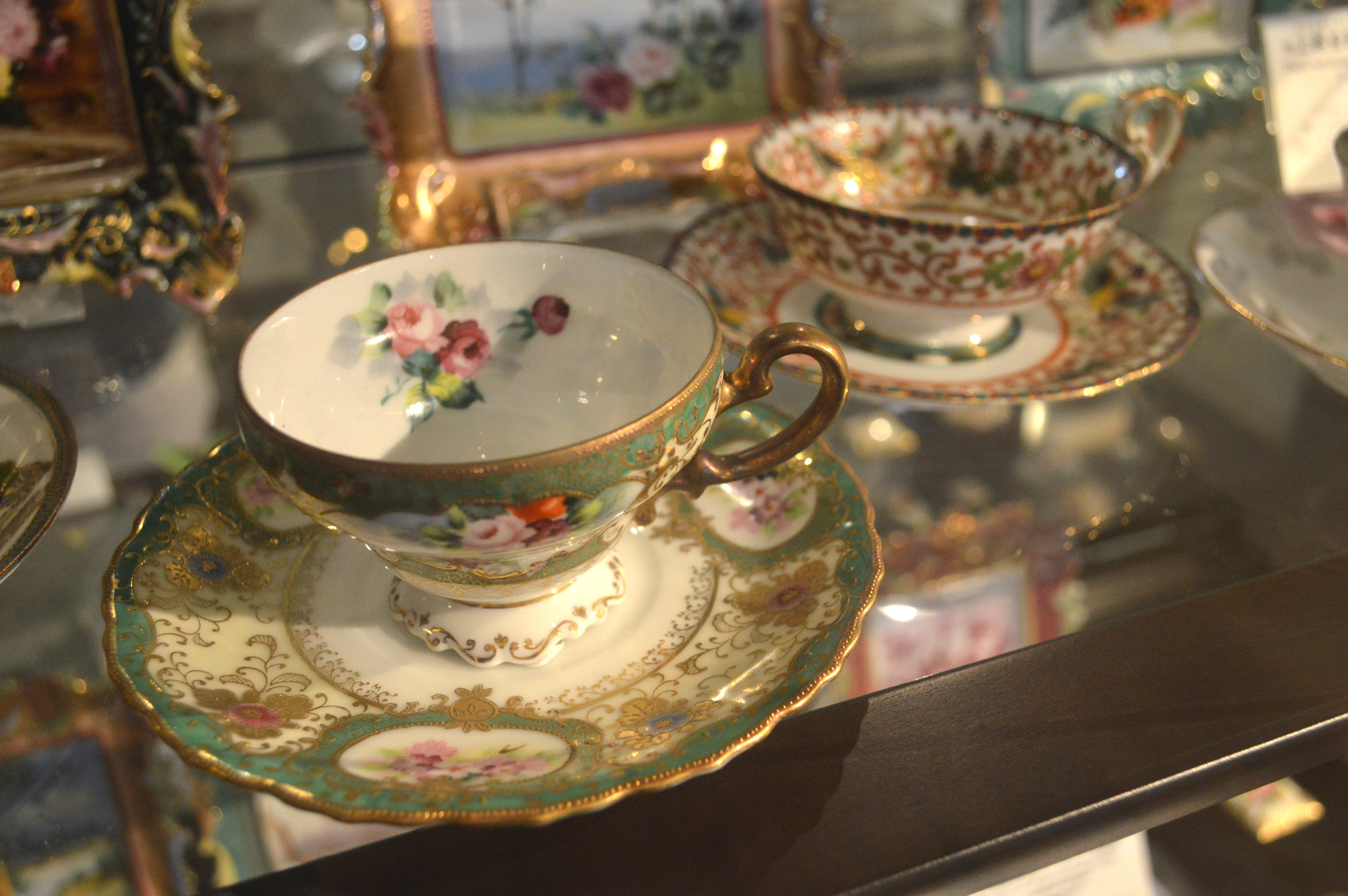
常設展示
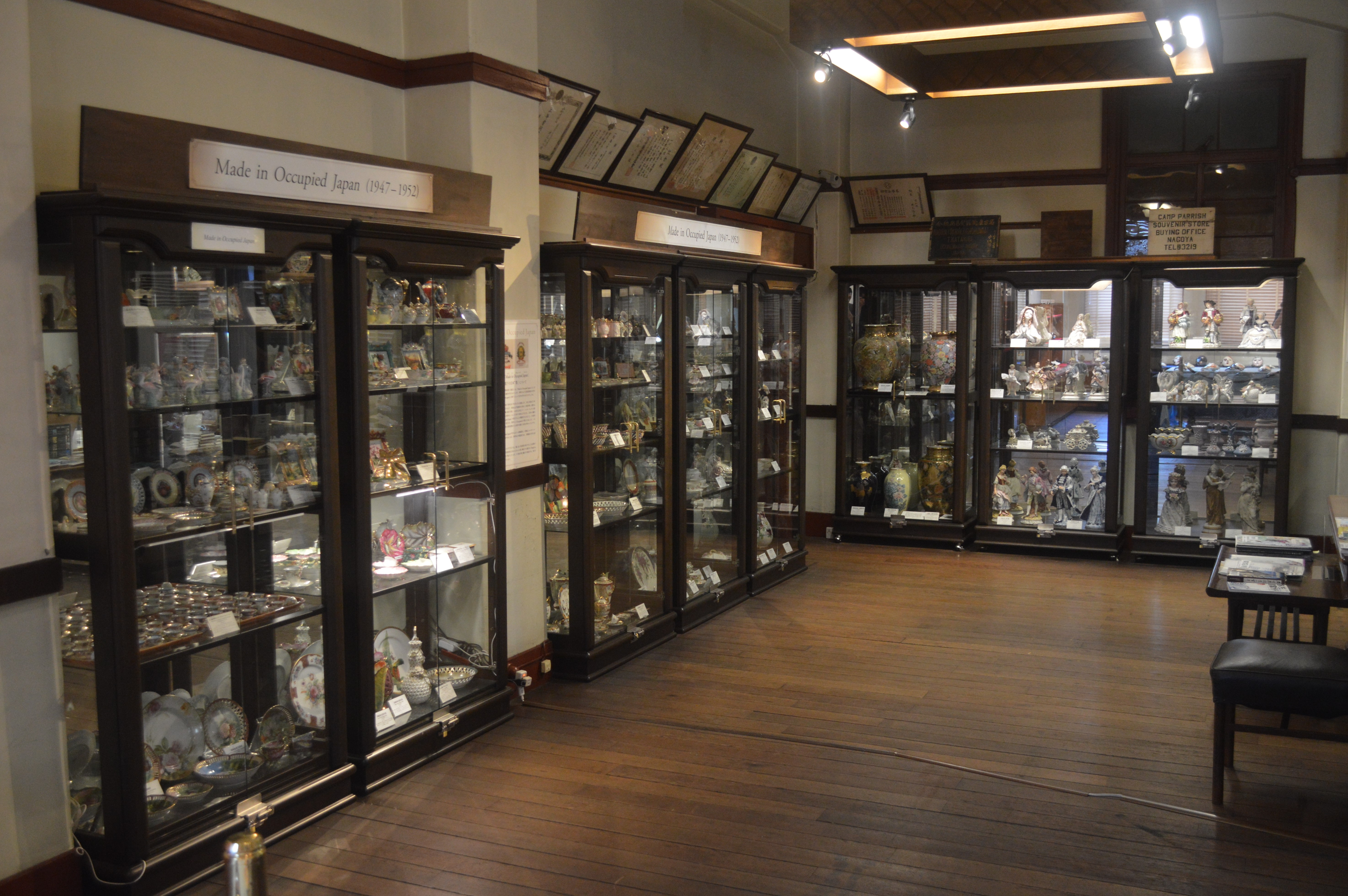
常設展示
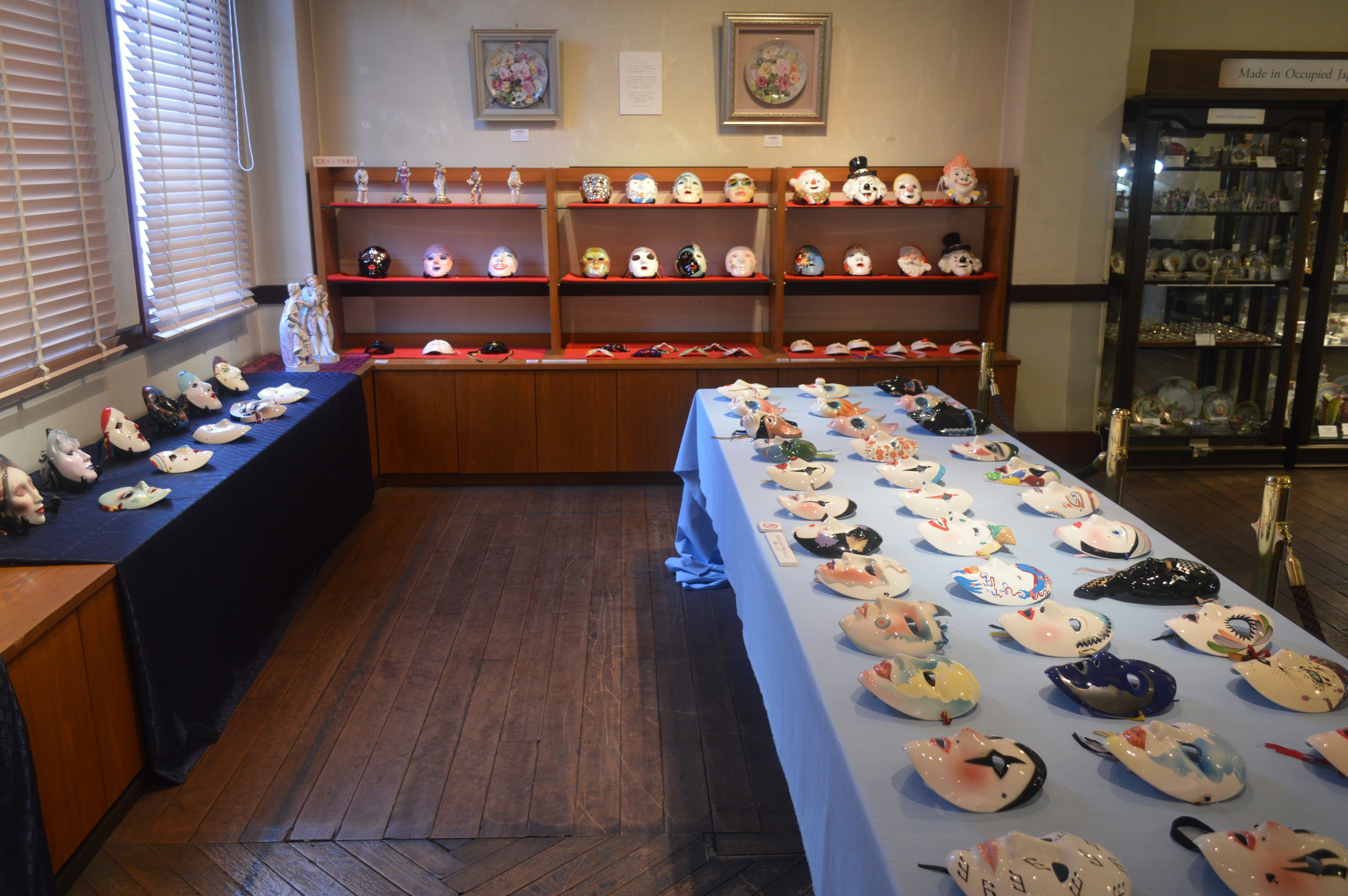
企画展

## 利用案内
- 開館時間： 10:00から17:00（入館は16:30まで）[6]
- 入館料： 無料[6]
- 休館日： 土曜日・日曜日・祝日（夏季、年末年始、その他臨時休館あり）[6]
- 交通アクセス : 名古屋市営バス「赤塚」バス停より徒歩で約3分[6]。